# Erikson Noguchipinto
Erikson Noguchipinto (født 27. januar 1981) er en tidligere japansk fodboldspiller.
Han har spillet for flere forskellige klubber i sin karriere, herunder Oita Trinita og Kashiwa Reysol.